# Раджабаса
Раджабаса (индон. Rajabasa) — стратовулкан, находящийся на острове Суматра в Индонезии. Высота вулкана составляет 1281 м. Диаметр кратера составляет 500×700 м. Дата последнего извержения вулкана не определена, предположительно, оно произошло в период голоцена. В апреле 1863 года и мае 1892 года вулкан проявлял относительно большую активность. Эксплозивность вулкана по шкале VEI не определена.